# Сергиевский, Владимир Дмитриевич
Влади́мир Дми́триевич Сергие́вский (3 октября 1936, Дряхмы — 2 января 1996, Чебоксары) — советский и российский шахматист, международный мастер (1966), судья республиканской категории, тренер.

## Биография
Уроженец дер. Дряхмы Фокинского р-на Свердловской области. Вскоре вместе с семьей переехал в Чебоксары.
Воспитанник шахматного кружка Чебоксарского дворца пионеров.
Выпускник факультета иностранных языков Чувашского государственного педагогического института.
В 1967 г. добился открытия шахматного кружка во Дворце спорта «Спартак» в Чебоксарах. Много лет руководил этим кружком.
С середины 2010-х гг. в Чебоксарах проходят мемориалы Сергиевского.

## Шахматная карьера
Чемпион РСФСР 1966 г. (разделил 1—3 места с И. Н. Захаровым и А. Я. Лейном и выиграл дополнительный матч-турнир).
Победитель чемпионата ЦС ДСО «Спартак» 1960 г. (выполнил норму мастера спорта).
Участник сильного по составу мемориала М. И. Чигорина 1966 г. (выполнил норму международного мастера). В личной встрече победил будущего чемпиона мира Б. В. Спасского. В связи с этой партией Я. В. Дамский называет Сергиевского «бескомпромиссным выучеником советской шахматной школы» и пишет, что Сергиевский «дал бой грозному партнеру и в рукопашной схватке взял над ним верх».
В составе сборной РСФСР участник международных матчей со сборной Венгрии (1967 и 1968 гг.).

## Спортивные результаты
| Год  | Город       | Соревнование                                          | + | − | =  | Результат | Место  |
| ---- | ----------- | ----------------------------------------------------- | - | - | -- | --------- | ------ |
| 1960 | Владимир    | Чемпионат ЦС ДСО «Спартак»                            |   |   |    |           | 1      |
| 1961 | Омск        | Чемпионат РСФСР                                       | 4 | 5 | 10 | 9 из 19   | 13     |
| 1962 | Минск       | Чемпионат ЦС ДСО «Спартак»                            |   |   |    | 6½ из 17  | 16     |
| 1963 | Челябинск   | Чемпионат РСФСР                                       | 4 | 3 | 10 | 9 из 17   | 8—11   |
| 1966 | Саратов     | Чемпионат РСФСР                                       | 8 | 3 | 8  | 12 из 19  | 1—3    |
|      | Саратов     | Дополнительный матч-турнир за звание чемпиона РСФСР   | 2 | 1 | 1  | 2½ из 4   | 1      |
|      | Сочи        | Мемориал М. И. Чигорина                               | 6 | 5 | 4  | 8 из 15   | 9      |
|      | Краснодар   | Полуфинал 34-го чемпионата СССР                       |   |   |    |           |        |
| 1967 | Будапешт    | Матч Венгрия — РСФСР (против Я. Флеша и Д. Форинтоша) | 1 | 1 | 2  | 2 из 4    |        |
| 1968 |             | Матч РСФСР — Венгрия (схевенингенская система)        | 2 | 2 | 2  | 3 из 6    |        |
|      | Грозный     | Чемпионат РСФСР                                       |   |   |    |           | [ 21 ] |
| 1970 | Куйбышев    | Чемпионат РСФСР                                       |   |   |    |           | [ 22 ] |
| 1978 | Владивосток | Мемориал А. Н. Зайцева                                |   |   |    |           |        |